# باشگاه فوتبال منچستر یونایتد در فصل ۹۹–۱۹۹۸
فصل ۹۹–۱۹۹۸ موفق‌ترین فصل تاریخ باشگاه فوتبال منچستر یونایتد می‌باشد. در این فصل آن‌ها برای اولین بار به عنوان یک تیم انگلیسی سه‌گانه را به دست آوردند و در لیگ برتر، جام حذفی و لیگ قهرمانان اروپا قهرمان شدند. در این فصل آن‌ها تنها پنج بار شکست خوردند که یکی از آن‌ها بازی جام خیریه در مقابل آرسنال و یکی دیگر بازی جام اتحادیه در مقابل تاتنهام بود و فقط یک بار در خانه مقابل میدلزبورو در رقابت‌های لیگ شکست را پذیرفتند. همچنین بعد از بازی با میدلزبورو، تا پایان فصل در ۳۳ بازی متوالی شکست نخوردند.

## جام خیریه
| تاریخ      | حریف   | H / A         | نتیجه F – A | گلزنان | تعداد تماشاگر |
| ---------- | ------ | ------------- | ----------- | ------ | ------------- |
| ۹ اوت ۱۹۹۸ | آرسنال | ورزشگاه ومبلی | ۰ – ۳       |        | ۶۷٬۳۴۲        |

## لیگ برتر
| تاریخ           | حریف            | H / A | نتیجه F – A | گلزنان                                                                            | تعداد تماشاگر | رتبه در لیگ |
| --------------- | --------------- | ----- | ----------- | --------------------------------------------------------------------------------- | ------------- | ----------- |
| ۱۵ اوت ۱۹۹۸     | لستر سیتی       | H     | ۲ – ۲       | تدی شرینگهام ۷۹', دیوید بکهام ۹۰'                                                 | ۵۵٬۰۵۲        | ۷th         |
| ۲۲ اوت ۱۹۹۸     | وست هام یونایتد | A     | ۰ – ۰       |                                                                                   | ۲۶٬۰۳۹        | ۱۱th        |
| ۹ سپتامبر ۱۹۹۸  | چارلتون اتلتیک  | H     | ۴ – ۱       | اوله گانر سولسشیر (۲) ۳۹', ۶۳', دوایت یورک ۴۵', ۴۸'                               | ۵۵٬۱۴۷        | ۹th         |
| ۱۲ سپتامبر ۱۹۹۸ | کاونتری سیتی    | H     | ۲ – ۰       | دوایت یورک ۲۰', جانسن ۴۸'                                                         | ۵۵٬۱۹۳        | ۵th         |
| ۲۰ سپتامبر ۱۹۹۸ | آرسنال          | A     | ۰ – ۳       |                                                                                   | ۳۸٬۱۴۲        | ۱۰th        |
| ۲۴ سپتامبر ۱۹۹۸ | لیورپول         | H     | ۲ – ۰       | ایروین ۱۹' (ضربه پنالتی), پل اسکولز ۸۰'                                           | ۵۵٬۱۸۱        | ۵th         |
| ۳ اکتبر ۱۹۹۸    | ساوت‌همپتون      | A     | ۳ – ۰       | دوایت یورک ۱۲', کول ۶۰', Cruyff ۷۵'                                               | ۱۵٬۲۵۱        | ۲nd         |
| ۱۷ اکتبر ۱۹۹۸   | ویمبلدون        | H     | ۵ – ۱       | کول (۲) ۱۹', ۸۸', رایان گیگز ۴۵', دیوید بکهام ۴۷', دوایت یورک ۵۲'                 | ۵۵٬۲۶۵        | ۲nd         |
| ۲۴ اکتبر ۱۹۹۸   | دربی کانتی      | A     | ۱ – ۱       | Cruyff ۸۶'                                                                        | ۳۰٬۸۶۷        | ۲nd         |
| ۳۱ اکتبر ۱۹۹۸   | اورتون          | A     | ۴ – ۱       | دوایت یورک ۱۴', Short ۲۳' (گل‌به‌خودی), کول ۵۹', Blomqvist ۶۴'                      | ۴۰٬۰۷۹        | ۲nd         |
| ۸ نوامبر ۱۹۹۸   | نیوکاسل         | H     | ۰ – ۰       |                                                                                   | ۵۵٬۱۷۴        | ۳rd         |
| ۱۴ نوامبر ۱۹۹۸  | بلکبرن          | H     | ۳ – ۲       | پل اسکولز (۲) ۳۱', ۵۹', دوایت یورک ۴۳'                                            | ۵۵٬۱۹۸        | ۲nd         |
| ۲۱ نوامبر ۱۹۹۸  | شفیلد           | A     | ۱ – ۳       | کول ۲۹'                                                                           | ۳۹٬۴۷۵        | ۲nd         |
| ۲۹ نوامبر ۱۹۹۸  | لیدز یونایتد    | H     | ۳ – ۲       | اوله گانر سولسشیر ۴۵', روی کین ۴۶', Butt ۷۸'                                      | ۵۵٬۱۷۲        | ۲nd         |
| ۵ دسامبر ۱۹۹۸   | استون ویلا      | A     | ۱ – ۱       | پل اسکولز ۴۷'                                                                     | ۳۹٬۲۴۱        | ۲nd         |
| ۱۲ دسامبر ۱۹۹۸  | تاتنهام         | A     | ۲ – ۲       | اوله گانر سولسشیر (۲) ۱۱', ۱۸'                                                    | ۳۶٬۰۷۹        | ۱st         |
| ۱۶ دسامبر ۱۹۹۸  | چلسی            | H     | ۱ – ۱       | کول ۴۵'                                                                           | ۵۵٬۱۵۹        | ۲nd         |
| ۱۹ دسامبر ۱۹۹۸  | میدلزبورو       | H     | ۲ – ۳       | Butt ۶۲', پل اسکولز ۷۰'                                                           | ۵۵٬۱۵۲        | ۳rd         |
| ۲۶ دسامبر ۱۹۹۸  | ناتینگهام فارست | H     | ۳ – ۰       | جانسن (۲) ۲۸', ۶۰', رایان گیگز ۶۲'                                                | ۵۵٬۲۱۶        | ۴th         |
| ۲۹ دسامبر ۱۹۹۸  | چلسی            | A     | ۰ – ۰       |                                                                                   | ۳۴٬۷۴۱        | ۴th         |
| ۱۰ ژانویه ۱۹۹۹  | وست هام یونایتد | H     | ۴ – ۱       | دوایت یورک ۱۰', کول (۲) ۴۰', ۶۸', اوله گانر سولسشیر ۸۱'                           | ۵۵٬۱۸۰        | ۳rd         |
| ۱۶ ژانویه ۱۹۹۹  | لستر سیتی       | A     | ۶ – ۲       | دوایت یورک (۳) ۱۰', ۶۴', ۸۶', کول (۲) ۵۰', ۶۲', یاپ استم ۹۰'                      | ۲۲٬۰۹۱        | ۳rd         |
| ۳۱ ژانویه ۱۹۹۹  | چارلتون اتلتیک  | A     | ۱ – ۰       | دوایت یورک ۸۹'                                                                    | ۲۰٬۰۴۳        | ۱st         |
| ۳ فوریه ۱۹۹۹    | دربی کانتی      | H     | ۱ – ۰       | دوایت یورک ۶۵'                                                                    | ۵۵٬۱۷۴        | ۱st         |
| ۶ فوریه ۱۹۹۹    | ناتینگهام فارست | A     | ۸ – ۱       | دوایت یورک (۲) ۲', ۶۷', کول (۲) ۷', ۵۰', اوله گانر سولسشیر (۴) ۸۰', ۸۸', ۹۰', ۹۰' | ۳۰٬۰۲۵        | ۱st         |
| ۱۷ فوریه ۱۹۹۹   | آرسنال          | H     | ۱ – ۱       | کول ۶۱'                                                                           | ۵۵٬۱۷۱        | ۱st         |
| ۲۰ فوریه ۱۹۹۹   | کاونتری سیتی    | A     | ۱ – ۰       | رایان گیگز ۷۹'                                                                    | ۲۲٬۵۹۶        | ۱st         |
| ۲۷ فوریه ۱۹۹۹   | ساوت‌همپتون      | H     | ۲ – ۱       | روی کین ۸۰', دوایت یورک ۸۴'                                                       | ۵۵٬۳۱۶        | ۱st         |
| ۱۳ مارس ۱۹۹۹    | نیوکاسل         | A     | ۲ – ۱       | کول ۲۵', ۵۱'                                                                      | ۳۶٬۷۷۶        | ۱st         |
| ۲۱ مارس ۱۹۹۹    | اورتون          | H     | ۳ – ۱       | اوله گانر سولسشیر ۵۵', گری نویل ۶۴', دیوید بکهام ۶۷'                              | ۵۵٬۱۸۲        | ۱st         |
| ۳ آوریل ۱۹۹۹    | ویمبلدون        | A     | ۱ – ۱       | دیوید بکهام ۴۴'                                                                   | ۲۶٬۱۲۱        | ۱st         |
| ۱۷ آوریل ۱۹۹۹   | شفیلد           | H     | ۳ – ۰       | اوله گانر سولسشیر ۳۴', تدی شرینگهام ۴۵', پل اسکولز ۶۲'                            | ۵۵٬۲۷۰        | ۱st         |
| ۲۵ آوریل ۱۹۹۹   | لیدز یونایتد    | A     | ۱ – ۱       | کول ۵۵'                                                                           | ۴۰٬۲۵۵        | ۲nd         |
| ۱ مه ۱۹۹۹       | استون ویلا      | H     | ۲ – ۱       | Watson ۲۰' (گل‌به‌خودی), دیوید بکهام ۴۷'                                            | ۵۵٬۱۸۹        | ۲nd         |
| ۵ مه ۱۹۹۹       | لیورپول         | A     | ۲ – ۲       | دوایت یورک ۲۲', ایروین ۵۷' (ضربه پنالتی)                                          | ۴۴٬۷۰۲        | ۲nd         |
| ۹ مه ۱۹۹۹       | میدلزبورو       | A     | ۱ – ۰       | دوایت یورک ۴۵'                                                                    | ۳۴٬۶۶۵        | ۱st         |
| ۱۲ مه ۱۹۹۹      | بلکبرن          | A     | ۰ – ۰       |                                                                                   | ۳۰٬۴۳۶        | ۱st         |
| ۱۶ مه ۱۹۹۹      | تاتنهام         | H     | ۲ – ۱       | دیوید بکهام ۴۳', کول ۴۸'                                                          | ۵۵٬۱۸۹        | ۱st         |

| رتبه | تیم            | Pld | W  | D  | L | F  | A  | GD  | Pts |
| ---- | -------------- | --- | -- | -- | - | -- | -- | --- | --- |
| ۱    | منچستر یونایتد | ۳۸  | ۲۲ | ۱۳ | ۳ | ۸۰ | ۳۷ | +۴۳ | ۷۹  |
| ۲    | آرسنال         | ۳۸  | ۲۲ | ۱۲ | ۴ | ۵۹ | ۱۷ | +۴۲ | ۷۸  |
| ۳    | چلسی           | ۳۸  | ۲۰ | ۱۵ | ۳ | ۵۷ | ۳۰ | +۲۷ | ۷۵  |

## جام حذفی
| Date           | دور             | Opponents | H / A | Result F – A   | Scorers                                           | Attendance |
| -------------- | --------------- | --------- | ----- | -------------- | ------------------------------------------------- | ---------- |
| ۳ ژانویه ۱۹۹۹  | دور ۳           | میدلزبورو | H     | ۳ – ۱          | Cole ۶۸', Irwin ۸۲' (ضربه پنالتی), رایان گیگز ۹۰' | ۵۲٬۲۳۲     |
| ۲۴ ژانویه ۱۹۹۹ | دور ۴           | لیورپول   | H     | ۲ – ۱          | دوایت یورک ۸۸', اوله گانر سولسشیر ۹۰'             | ۵۴٬۵۹۱     |
| ۱۴ فوریه ۱۹۹۹  | دور ۵           | فولهام    | H     | ۱ – ۰          | Cole ۲۶'                                          | ۵۴٬۷۹۸     |
| ۷ مارس ۱۹۹۹    | دور ۶           | چلسی      | H     | ۰ – ۰          |                                                   | ۵۴٬۵۸۷     |
| ۱۰ مارس ۱۹۹۹   | دور ۶ تکرار     | چلسی      | A     | ۲ – ۰          | دوایت یورک (۲) ۴', ۵۹'                            | ۳۳٬۰۷۵     |
| ۱۱ آوریل ۱۹۹۹  | نیمه‌نهایی       | آرسنال    | N     | ۰ – ۰          |                                                   | ۳۹٬۲۱۷     |
| ۱۴ آوریل ۱۹۹۹  | نیمه‌نهایی تکرار | آرسنال    | N     | ۲ – ۱ (a.e.t.) | دیوید بکهام ۱۷', رایان گیگز ۱۰۹'                  | ۳۰٬۲۲۳     |
| ۲۲ مه ۱۹۹۹     | Final           | نیوکاسل   | N     | ۲ – ۰          | تدی شرینگهام ۱۱', پل اسکولز ۵۲'                   | ۷۹٬۱۰۱     |

## لیگ قهرمانان اروپا
در فینال منچستر یونایتد تیم بایرن مونیخ را ۲ بر ۱ شکست داد و قهرمان اروپا شد.